# Johann Gabe

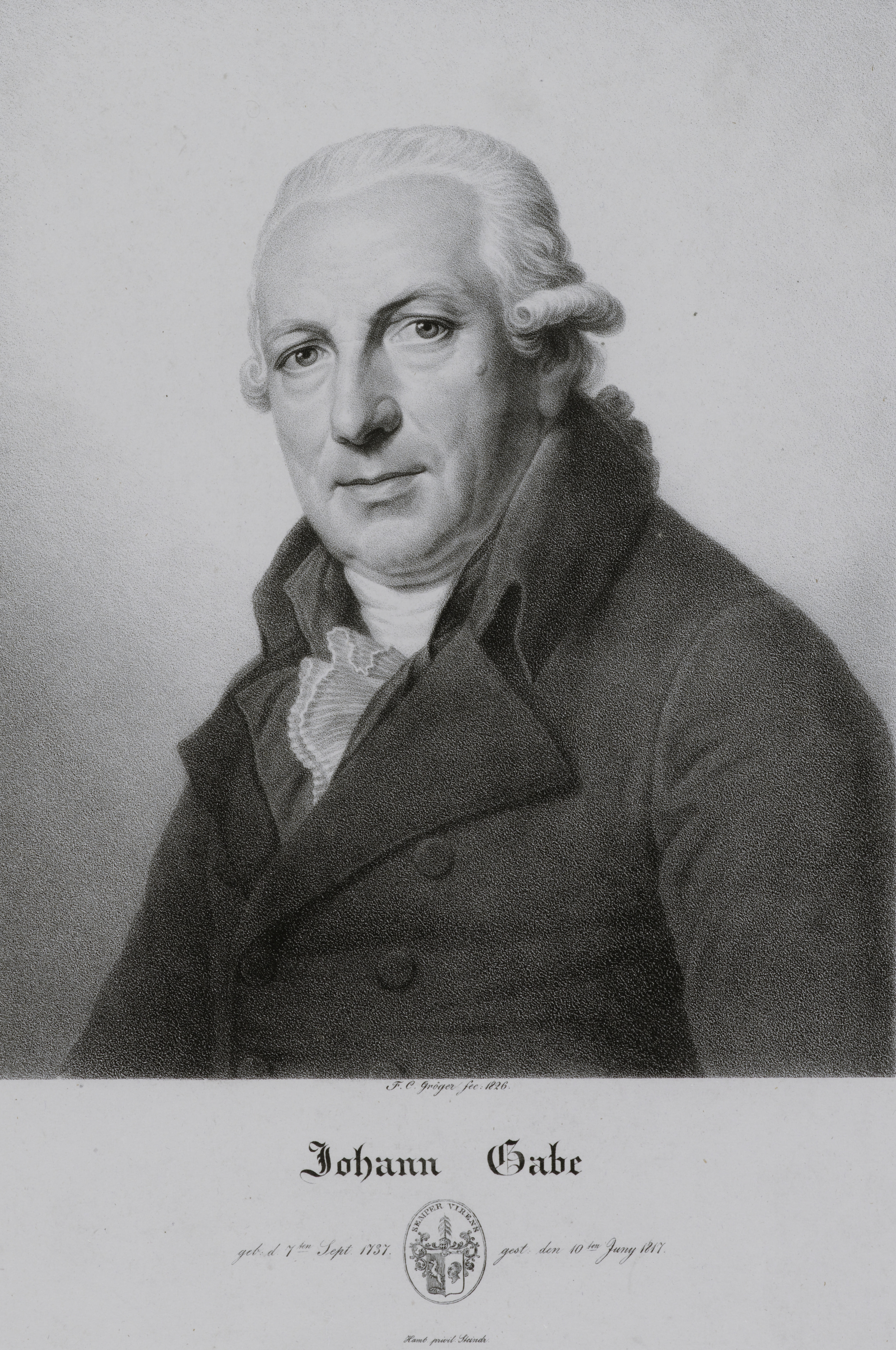
Lithographie von Friedrich Carl Gröger

Johann Gabe (* 7. September 1737 in Altona; † 10. Juni 1817 in Hamburg) war ein deutscher Kaufmann und Senator in Hamburg.

## Leben

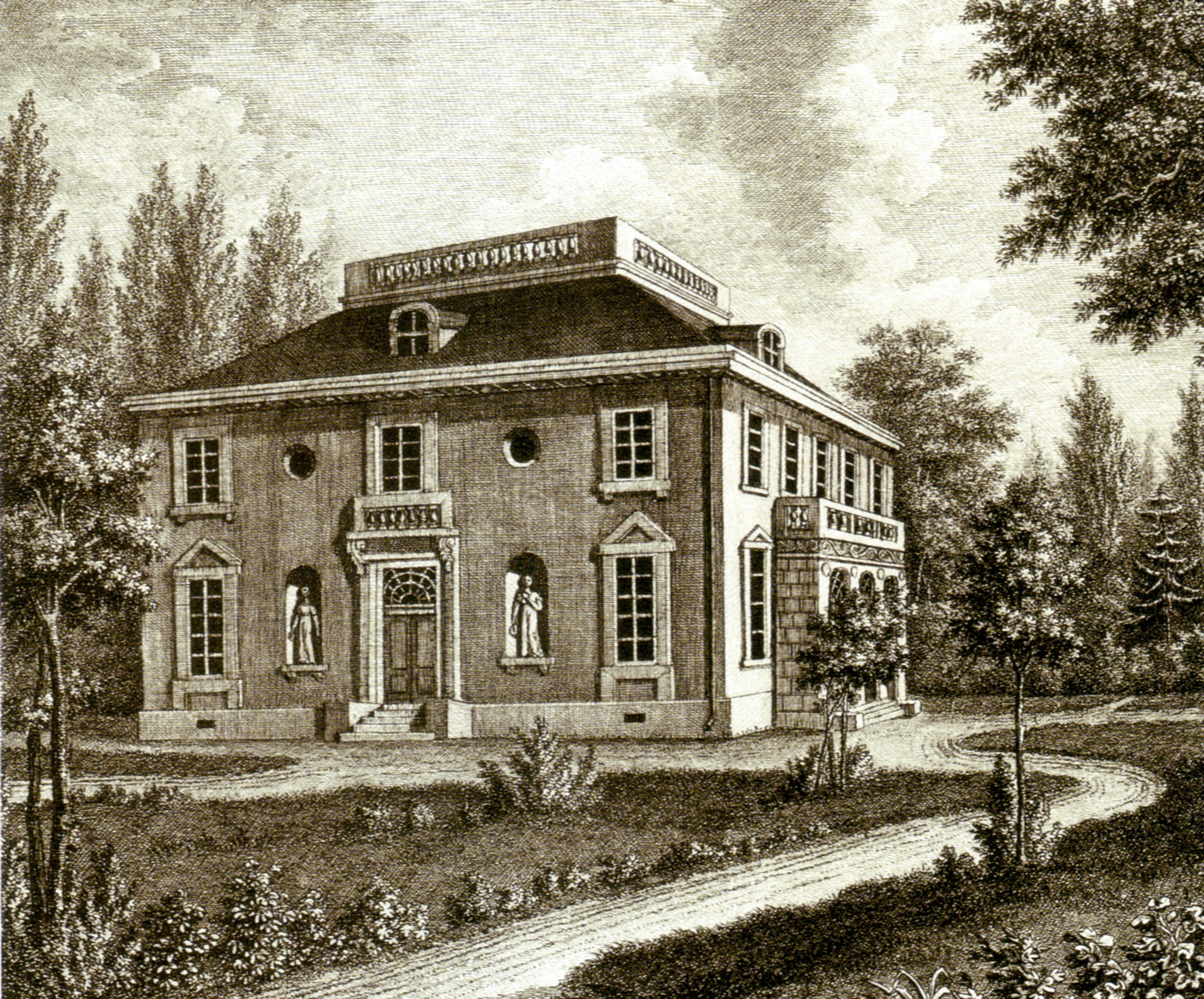
Landhaus Gabe beim Gesundbrunnen in Borgfelde, erbaut von Johann August Arens

Johann Gabe stammte aus einer ursprünglich schlesischen Kaufmannsfamilie, die seit 1660 in Altona nachgewiesen ist. Er war der Sohn eines Kaufmanns desselben Namens und dessen Frau Magdalena Elisabeth Meyer. Johann Gabe besuchte bis 1751 das Christianeum und arbeitete anschließend in einem Geschäft von Thomas Meyer. 1755 zog er nach Massarelos in Portugal. Hier arbeitete er als Buchhalter in der Firma Habermester, Amsinck und van Beyert und später als Teilhaber der Firma Amsinck, Beyert & Co.

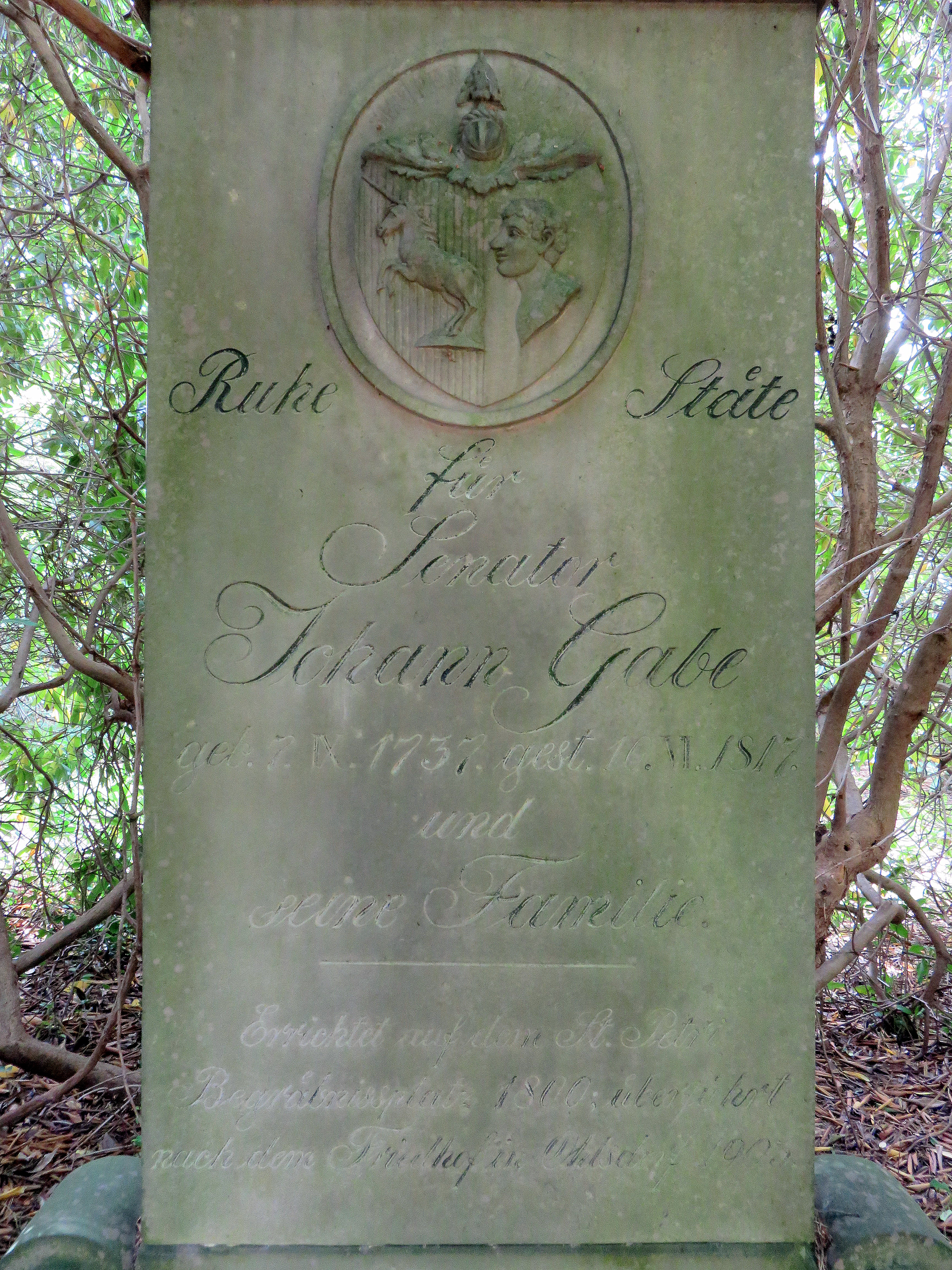
Grabstele für Johann Gabe auf dem Friedhof Ohlsdorf

Nach seiner Rückkehr nach Hamburg 1778 gründete Gabe nach anfänglichen Problemen das Handelshaus Johann Gabe & Comp., das später in Gabe & Sohn umbenannt wurde. Die Teilhaberschaft an der Firma Amsinck, Beyert & Co. behielt er bei. Bis 1799 arbeitete Ernst Wilhelm Arnoldi in diesem Unternehmen. Neben seiner erfolgreichen Geschäftstätigkeit besuchte Gabe seit 1783 eine monatliche Tischgesellschaft. An dem Diskussionszirkel, der entscheidend zur Meinungsbildung in Altona und Hamburg beitrug, nahmen Juristen, Kaufleute, Literaten und Politiker teil. Zu den Besuchern von Gabes Gartenhaus in Borgfelde gehörten Johann Georg Büsch, Friedrich Gottlieb Klopstock, Caspar Voght, Georg Heinrich Sieveking, Johannes Schuback und Johann Michael Hudtwalcker.
Gabe war ab 1782 Deputierter, anschließend ab Petri 1787 für ein Jahr Präses und von 1795 bis 1801 Altadjungierter der Commerzdeputation. Nach der Wahl zum Senator am 16. Oktober 1801 hatte er dieses Amt bis zum 10. Juni 1814 inne. Die Amtsaufgabe erfolgte aufgrund einer langen Krankheit.
Neben guten Beziehungen zu Hamburger Notabeln war die Familie Gabe auch mit Hamburger Juden eng verbunden, insbesondere mit Abraham Meldola und Daniel Abensur. Gemeinsam finanzierten sie die Drucklegung von Werken Friedrich Gottlieb Klopstocks. Gabe förderte auch andere, darunter den Lehrer Jürgen Elert Kruse. Kruse widmete die vierte Auflage seines erfolgreichen „Allgemeiner und besonderer Hamburgischer Contorist“ aus dem Jahr 1782 den Deputierten der Handelskammer/Commercium, unter ihnen Johannes Gabe.
Johann Gabes Grabstein wurde im Jahre 1903 vom ursprünglichen Standort, dem St. Petri-Begräbnisplatz (Teil der alten Hamburger „Dammtorfriedhöfe“), nach dem Ohlsdorfer Friedhof überführt, wo er im Planquadrat Y 23 nordöstlich Kapelle 2 steht.

## Familie
Während seines Aufenthalts in Portugal heiratete Gabe in Porto Franziska Felicia Hitchcock (1746–1820). Aus der Ehe mit seiner aus Lancaster stammenden Frau gingen fünf Kinder hervor: Jack/Johann (1776–1804), Pedro/Peter (1778–1831), Franziska/Fanny (1780–1864), Maria Elisabeth/Mary (1785–1834), sowie Heinrich/Harry (1787–1849). Gabes jüngster Sohn Heinrich führte die von seinem Vater gegründete Firma Gabe & Sohn nach dessen Tod bis 1849 fort. Anschließend übernahm sein Neffe Pedro/Peter, ein Sohn des früh verstorbenen gleichnamigen Bruders, von 1849 bis 1868 die Geschäftsführung, gefolgt von Eduard M. Brödermann (1842–1904) bis 1904.
Die Kinder und Enkel Gabes heirateten in die gehobene Gesellschaft Hamburgs ein. Maria Elisabeth/Mary heiratete den Kaufmann und Oberalten Anton Diedrich Schröder, Franziska/Fanny den Senator Ferdinand Schwartz. Jack/Johann heiratete Johanna Philippine Henriette Koch, eine Tochter des Hamburger Bürgermeisters Johann Daniel Koch.